# Nannosalarias
Nannosalarias is een monotypisch geslacht van straalvinnige vissen uit de familie van naakte slijmvissen (Blenniidae).

## Soort
- Nannosalarias nativitatis (Regan, 1909)